# جون ووكر (ممثلة)
جون ووكر (بالإنجليزية: June Walker)‏ هي ممثلة أمريكية، ولدت في 14 يونيو 1900 في شيكاغو في الولايات المتحدة، وتوفيت في 3 فبراير 1966 في لوس أنجلوس في الولايات المتحدة بسبب مرض.

## وصلات خارجية
- جون ووكر على موقع IMDb (الإنجليزية)
- جون ووكر على موقع أول موفي (الإنجليزية)
- جون ووكر على موقع قاعدة بيانات برودواي على الإنترنت (الإنجليزية)
- جون ووكر على موقع قاعدة بيانات الأفلام السويدية (السويدية)
- جون ووكر على موقع قاعدة بيانات الفيلم (الإنجليزية)
- جون ووكر على موقع كينوبويسك (الروسية)